# Iațkovîci, Ovruci
Iațkovîci (în ucraineană Яцковичі) este un sat în comuna Pidruddea din raionul Ovruci, regiunea Jîtomîr, Ucraina.

## Demografie
Componența lingvistică a localității Iațkovîci
     Ucraineană (95,87%)
     Rusă (2,29%)
     Română (1,83%)
Conform recensământului din 2001, majoritatea populației localității Iațkovîci era vorbitoare de ucraineană (95,87%), existând în minoritate și vorbitori de rusă (2,29%) și română (1,83%).